# دوکاساتترا انویل اتانول آمید
دوکاساتترا انویل اتانول آمید (به انگلیسی: Docosatetraenoylethanolamide) با فرمول شیمیایی C24H41NO2 یک ترکیب شیمیایی است. که جرم مولی آن ۳۷۵٫۵۹ گرم بر مول می‌باشد. 